# De tijdmachine (hoorspel)
De tijdmachine is een sciencefiction-hoorspel uit 1974 geschreven door Paul van Herck onder regie van Tom van Beek. Het hoorspel bestaande uit 32 delen  in totaal 10 uur en 31 minuten.

## Verhaal
Het hoorspel De tijdmachine speelt zich af ten tijde van de Koude Oorlog. Professor Louis Burke heeft met proeven met zijn tijdmachine ontdekt dat op 27 november een atoomoorlog zal uitbreken. 
Samen met onderwereldfiguur Karl kaapt hij een raket, die bestuurd wordt door astronaut John Siparo. Vanuit de ruimte probeert de professor de aarde te waarschuwen voor de enorme ramp die dreigt, maar dit is tevergeefs.
Na ruim twee jaar in de ruimte moeten ze door gebrek aan voedsel noodgedwongen landen op aarde. Gekozen wordt om te landen in Belgisch Limburg, in de buurt van de Kempen de Belgische mijnstreek, vanaf deze omgeving hebben zij radiosignalen opgevangen. Verder hopen ze hier overlevenden aan te treffen die zich schuil hebben gehouden in de mijnen. Na de landing komen ze er al snel achter dat er door de atoomoorlog zich genetische mutaties hebben voorgedaan op aarde. Meeuwen zo groot als albatrossen met een spanwijdte van 175 cm, boterbloemen die 4 maal zo groot zijn en blauw van kleur en hongerige ratten die zo groot zijn als herdershonden. De angst zit er goed in en het is wel heel duidelijk dat de professor op een rustige plek aan zijn tijdmachine moet kunnen werken om zo spoedig mogelijk terug of vooruit in de tijd te reizen naar een betere tijd.

## Rolverdeling
- Broes Hartman - professor Louis Burke
- Jan Wegter	- misdadiger Karl
- Hans Karsenbarg - astronaut John Shiparo
- Dries Krijn - kosmonaut-commandant Sergei Kwolsky
- Fé Sciarone - Hetty Burke, echtgenote Louis
- Ine Veen - Katja Vollers, Burke's secretaresse
- Peter Holland - professor Courcelles
- Frans Somers - professor Vermersh
- Frans Kokshoorn - detective
- Wim Paauw - minister van Binnenlandse Zaken
- Jan Borkus - inspecteur
- Hans Hoekman - cipier
- Pieter Groenier - Bennie
- Niek Engelschman - Luigi
- Frans Vasen - Johnny
- Jos Lubsen  - politieagent
- Trudy Libosan - stewardess
- Bert van der Linden - eerste piloot
- Ad Fernhout - copiloot
- Wieke Mulier - mevrouw Shiparo, echtgenote van John
- Floor Koen	- eerste wacht Cape Canaveral
- Hans Fuchs - tweede wacht Cape Canaveral
- Huib Orizand - Amerikaans minister van Defensie
- Hein Boele	- Petroni vluchtleider
- Joop van der Donk - Bill
- Donald de Marcas - Pete
- Maarten Kapteyn - Amerikaans minister
- Hans Hoekman - kosmonaut Charkow
- Tom van Beek - omroeper
- Karen van den Winkel - nieuwslezeres
- Robert Sobels - staatssecretaris
- Hans Veerman - president van de Verenigde Staten
- Floor Koen - man
- Trudy Libosan - jongen in helikopter
- Peter Aryans - Jasper sekteleider
- Gerrie Mantel - zoon van Jasper
- Bert van der Linden - Bertrand
- Wim Kouwenhoven - professor Moreau
- Hein Boele	- Maurice
- Frans Kokshoorn - Zaleski
- Ben Hulsman - dr. Hitsuyama